# Fox Amport
Fox Amport – osada w Anglii, w hrabstwie Hampshire, w dystrykcie Test Valley. Leży 21 km na północny zachód od miasta Winchester i 108 km na zachód od Londynu.